# فرودگاه بین‌المللی هفی لوگانگ
فرودگاه بین‌المللی هفی لوگانگ (به انگلیسی: Hefei Luogang International Airport) یک فرودگاه همگانی با کد یاتا HFE است . این فرودگاه در شهر هفئی کشور چین قرار دارد و در ارتفاع ۳۳ متری از سطح دریا واقع شده‌است.